# Ewa Da Cruz
Ewa Da Cruz (nacida Ewa Benedicte Övre Skulstad; 9 de julio de 1977), también conocida como Ewa Skulstad o Ewa Benedicte Övre Skulstad, es una actriz televisiva, de telenovela y de cine noruego-estadounidense. Da Cruz es conocida por interpretar a la rica heredera Vienna Hyatt en As the World Turns.

## Primeros años y educación
Da Cruz nació en Tromsø y creció en Bergen, Noruega. Comenzó su carrera como modelo en Noruega a los ocho años, para una importante línea de ropa. Continuó modelando para anuncios impresos, editoriales y pasarelas en Oslo.
Da Cruz se trasladó a los Estados Unidos para asistir a la American Academy of Dramatic Arts en Nueva York, graduándose en 2004. Luego fue seleccionada para formar parte de la compañía teatral de la Academia durante 2004 y 2005.

## Carrera
Da Cruz también apareció en el videoclip "Su Veneno" del grupo Aventura. Desde que se mudó a Nueva York, ha participado en películas como Bella, Kettle of Fish, Sex & Sushi, Dice, Charlie, Abingdon, I Think I Thought y Dogs Lie.
Interpretó a Vienna Hyatt en la telenovela As the World Turns de CBS desde 2006 hasta 2010. También ha tenido papeles secundarios en series como Lipstick Jungle, Law & Order: Criminal Intent y Damages.

### Modelaje
La carrera de modelaje de Da Cruz incluye numerosos anuncios impresos, editoriales, pasarelas, portadas y comerciales tanto en Europa como en Estados Unidos. Posó desnuda para la edición noruega de la revista Playboy y fue Playmate del mes en mayo de 1999.
También ha aparecido en revistas como Film Tidskrift, Shape-Up, KK, Det Nye, Mascara, Rouge, Watch! Magazine, Capitol File y Vogue Francia.
Ha sido modelo de portada de varias novelas románticas, incluyendo Scandalous Desires de Elizabeth Hoyt.

### Escritura
Es periodista independiente y escribe columnas mensuales en las ediciones noruegas de revistas como Rouge, Cosmopolitan y Mascara.

## Premios
Da Cruz fue nombrada una de las mujeres más bellas de las telenovelas por la revista Soap Opera Digest en 2007.
También fue elegida como la "revelación" más atractiva de ATWT en 2007 por Soap Opera Digest.
En Soap Central fue nominada y ganó los premios Dankies 2007 como Mejor Actriz Invitada o Recurrente.
También fue nominada en los Dankies 2007-2008 en categorías como Mejor Actriz de Reparto, Mejor Revelación, Pareja Favorita, Mejor Actuación General y Estrella Femenina Más Atractiva (categoría que ganó).

## Filmografía

### Cine
| Año  | Título                 | Papel                | Notas |
| ---- | ---------------------- | -------------------- | ----- |
| 2006 | Sex & Sushi            | Chica de primavera 1 |       |
| 2006 | Kettle of Fish         | Inga                 |       |
| 2006 | Bella                  | Verónica             |       |
| 2007 | Charlie                | Emma la bailarina    |       |
| 2011 | Dogs Lie               | Lucía                |       |
| 2012 | Excuse Me for Living   | Charlie              |       |
| 2013 | Kill Buljo 2           | Randi                |       |
| 2014 | Reya                   | La suplente          |       |
| 2017 | The Unattainable Story | Annick               |       |

### Televisión
| Año       | Título                       | Papel        | Notas                                             |
| --------- | ---------------------------- | ------------ | ------------------------------------------------- |
| 2006–2010 | As the World Turns           | Vienna Hyatt | 277 episodios                                     |
| 2008      | Lipstick Jungle              | Chantel      | Episodio: "The Lyin', the Bitch and the Wardrobe" |
| 2010      | Damages                      | Prostituta   | 2 episodios                                       |
| 2010      | Law & Order: Criminal Intent | Marya        | Episodio: "Loyalty: Part 1"                       |